# Фудбалски стадион Мачва
Фудбалски стадион Мачва је фудбалски стадион који се налази у Шапцу, Србија. На њему своје домаће утакмице игра ФК Мачва, а капацитет стадиона је 15.000 седећих места.

## Историја
Јужну, источну и некадашњу северну трибину је у првој половини 1990-их изградило београдско „Грађевинско предузеће Рад”.
Током 2012. срушена је дотрајала и небезбедна северна трибина и део запада. Уследило је и комплетирање источне трибине, а 2014. су по први пут постављене столице на источној и јужној трибини.
Након пласмана Мачве у Суперлигу, током лета 2017. срушена је стара западна трибина и изграђена нова, уз обнову клупских просторија и свлачионица. Постављање рефлекторског осветљења је завршено у децембру 2017. и прва утакмица под рефлекторима је одиграна 13. децембра 2017, када је Мачва у суперлигашкој утакмици дочекала Вождовац.